# Lherzolit

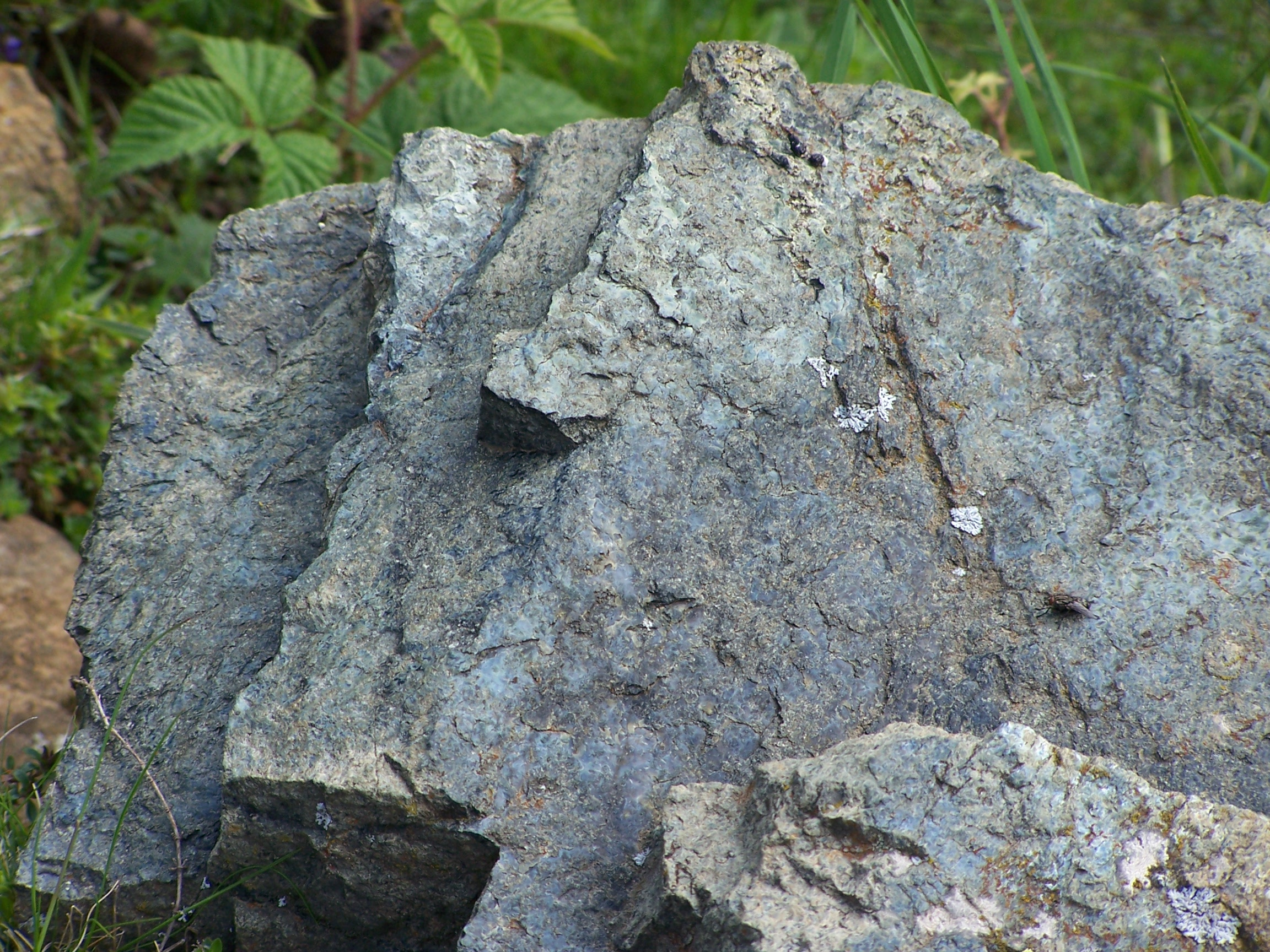
Lherzolit ở Etang de Lers, Ariège, Pháp

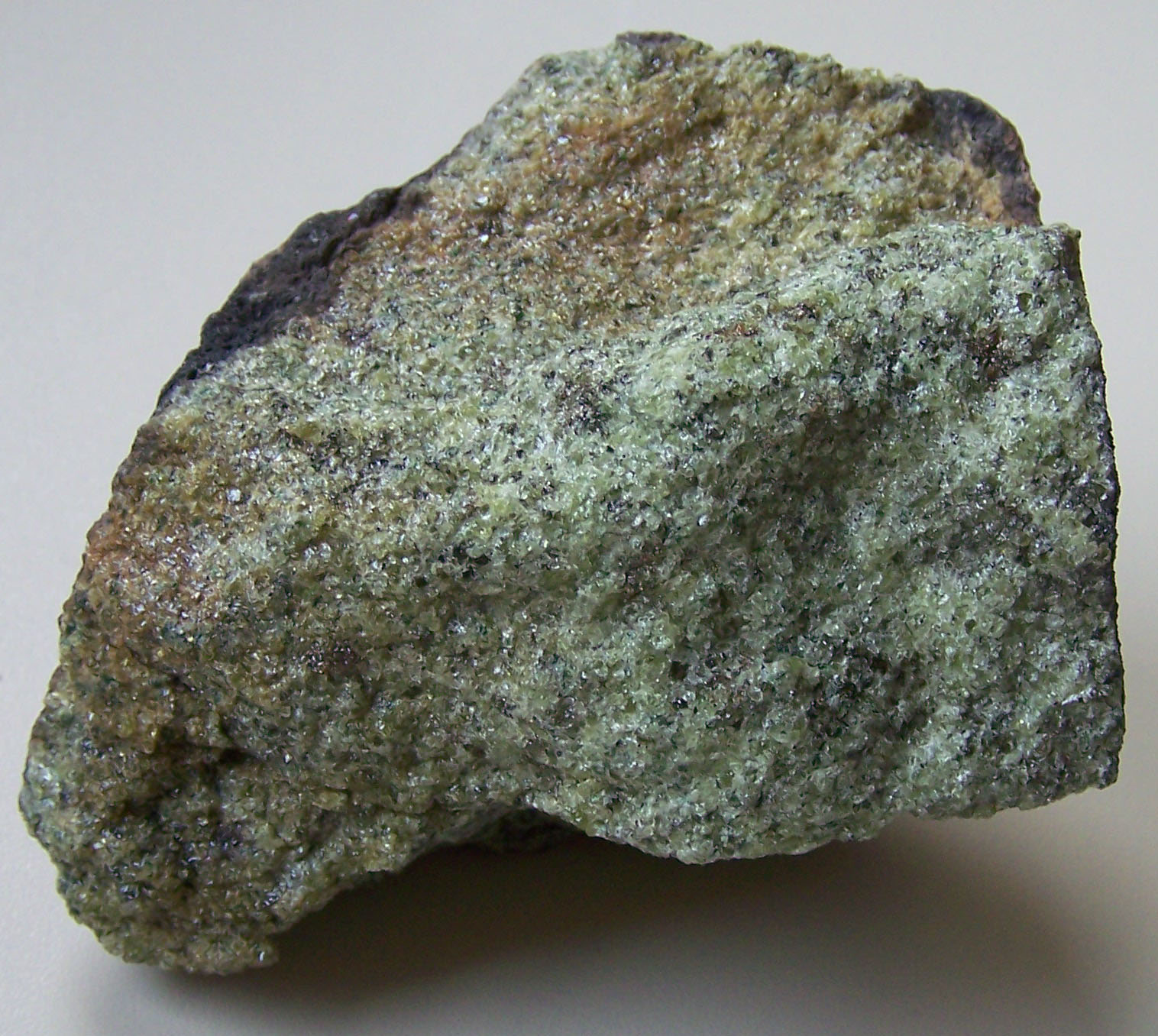
Thể tù Lherzolit ở Eifel, Đức

Lherzolit là một loại đá mácma siêu mafic. Nó là một loại đá hạt thô chứa 40 đến 90% olivin cùng với một lượng đáng kể orthopyroxen và ít hơn là clinopyroxen giàu crôm calci. Các khoáng vật phụ gồm crôm và spinel nhôm và granat. Plagioclase có thể có trong lherzolit và các peridotit khác kết tinh ở độ sâu tương đối nông (20 – 30 km). Ở độ sâu lớn hơn, plagioclase không ổn định và bị thay thế bằng spinel. Ở độ sâu khoảng 90 km, pyrope granat trở nên pha nhôm ổn định. Lherzolit granat là thành phần chính của manti trên của Trái Đất (đến độ sâu ~300 km).